# Inhalant (droga)
Inhalant, psihoaktivna droga svojstvena po konzumiranju inhaliranjem. Iako se i druge droge mogu zlouporabiti udisanjem, naziv inhalanti je rezerviran za ovu širu grupu supstanci – uključujući otapala, aerosole, plinove i nitrite – upravo zbog toga što se oni veoma rijetko konzumiraju na neki drugi način.

## Zloporaba
Mnogi proizvodi koje možemo pronaći u domaćinstvima ili na radnim mjestima – poput boja u sprejevima, markeri, ljepila i sredstva za čišćenje – sadrže hlapljive tvari koje imaju psihoaktivna svojstva (mijenjaju stanje svijesti) kada se inhaliraju. Ljudi najčešće ne razmišljaju o tim proizvodima kao o drogama zato što izvorno nemaju tu svrhu. Unatoč tome, ti proizvodi se ponekad zlouporabljuju na taj način. Oni se osobito (ali ne isključivo) zlouporabljuju od strane mladih i adolescenata. Radi se o vrsti supstanci koji se zloupotrebljavaju više od strane mlađih u odnosu na starije tinejdžere.
Konzumenti inhalanta udišu ih kroz nos ili usta na različite načine; udisanjem ili inhaliranjem pare iz posuda, bočice spreja aerosola direktno u svoj nos ili usta ili mogu u usta staviti krpu namočenu kemikalijama. Konzumenti mogu također inhalirati pare iz balona, plastične ili papirnate vrećice. Iako osjećaj ugode koji se dobiva od inhaliranja uobičajeno traje nekoliko minuta konzumenti često nastoje produžiti ugodu tako što nastavljaju inhalirati sredstvo ponovno i ponovno tijekom nekoliko sati.
Ljudi zlouporabljuju različite inhalante s obzirom na svoju dob. Novi konzumenti u dobi od 12-15 godina najčešće zlouporabljuju lijepilo, laštilo za cipele, boje u spreju, benzin i tekućinu iz upaljača. Novi konzumenti u dobi od 16-17 godina najčešće zlorabe dušikov oksid ili „whippets“. Odrasli najčešće zlorabe vrstu inhalanta poznat pod imenom nitrit.

## Utjecaj na mozak
Većina inhalanta izuzev nitrita utječu na središnji živčani sustav na način kao i zlouporaba alkohola. Posljedice su slične – uključujući nerazgovjetan govor, nedostatak koordinacije, euforiju i vrtoglavicu. Konzumenti inhalanata mogu također iskusiti ošamućenost, halucincije i deluzije. S učestalim inhaliranjem, mnogi konzumenti se osjećaju manje inhibirano i imaju manje kontrole. Neki se mogu na nekoliko sati osjećati mamurno i mogu imati dugotrajne glavobolje.
Za razliku od ostalih inhalanata, nitrit povećava seksualno zadovoljstvo na način da širi i opušta krvne žile.
Iako nije uobičajeno ovisnost o inhalantima se može dogoditi s učestalim konzumiranjem.

## Ostali utjecaji na organizam
Kemikalije koje može pronaći u različitim tipovima inhalanata mogu izazvati široki spektar različitih kratkotrajnih posljedica kao što su mučnina i povraćanje, no također i ozbiljne dugotrajne posljedice. To može uključiti oštećenja jetre i bubrega, gubitak sluha ili oštećenje koštane srži. Posljedice također mogu biti gubitak koordinacije i grčevi udova zbog oštećenja mijelina – zaštitne obloga oko živčanih vlakana koja pomože živcima u prenošenju poruka u mozak te u perifernom živčanom sustavu. Inhalanti također mogu uzrokovati oštećenje mozga zbog prekida dotoka kisika u mozak.
Inhalanti mogu čak biti i smrtonosni. Mirisanje velike količine koncentriranih tekućih kemikalija ili aerosola mogu prouzročiti direktno zatajenje srca u roku nekoliko minuta. Sindrom poznat kao „sudden sniffing death“ može biti rezultat jedne sesije inhaliranja od strane inače zdrave mlade osobe. Visoka koncentracija inhalanata može također izazvati smrt gušenjem, osobito kada se inhalira iz papirnate ili plastične vrećice u neposrednoj blizini. Čak i onda kada se aerosoli ili drugi hlapivi proizvodi koriste u legitimne svrhe kao što su sloboslikarski radovi ili čišćenje, preporuča se da se to čini u dobro prozračenoj prostoriji ili na otvorenom.
Nitriti su posebna vrsta inhalanata koji se koriste kako bi se povećao seksualni užitak i poboljšala izvedba. Mogu biti povezani s nezaštićenim seksualnim odnosima koji povećavaju rizik od zaraze i širenja zaraznih bolesti poput HIV-a/AIDS-a i hepatitisa.

## Prevalencija
Za područje EU smatra se da je uporaba hlapljivih tvari ograničena na kratka razdoblja tijekom rane adolescencije i može se zamijeniti korištenjem drugih psihoaktivnih tvari (kao što su alkohol i kanabis), jer se s dobi i raspoloživim dohotkom povećava pristup alternativama. Dugoročna ili intenzivna uporaba hlapljivih tvari je općenito ograničena na socijalno marginalizirane pojedince ili skupine, često nedovoljno zastupljenim u anketama o domaćinstvima opće populacije i školskim istraživanjima.

## Vanjske poveznice
- (eng.) National Institute on Drug Abuse (NIDA)  Arhivirana inačica izvorne stranice od 13. prosinca 2021. (Wayback Machine) DrugFacts Inhalants